# Acontius lesserti
Espèce
Synonymes
- Aporoptychus lesserti Roewer, 1953

Acontius lesserti est une espèce d'araignées mygalomorphes de la famille des Cyrtaucheniidae.

## Distribution
Cette espèce est endémique du Congo-Kinshasa.

## Étymologie
Cette espèce est nommée en l'honneur de Roger de Lessert.

## Publication originale
- Roewer, 1953 : Araneae-Orthognatha (Arachnoidae). Exploration du Parc national de l'Upemba, Mission G. F. de Witte (1946-1949), Institut des parcs nationaux du Congo et du Ruanda-Urundi, vol. 22, p. 1-80.